# Verticordia mitchelliana
Verticordia mitchelliana är en myrtenväxtart som beskrevs av Charles Austin Gardner. Verticordia mitchelliana ingår i släktet Verticordia och familjen myrtenväxter.

## Underarter
Arten delas in i följande underarter:
- V. m. implexior
- V. m. mitchelliana